# Bursera madrigalii
Bursera madrigalii är en tvåhjärtbladig växtart som beskrevs av Rzed. & Calderón. Bursera madrigalii ingår i släktet Bursera och familjen Burseraceae. Inga underarter finns listade i Catalogue of Life.